# Luis Dubón
Luis Dubón Portalés (Valencia, 17 de julio de 1892 - 28 de agosto de 1953)  fue un pintor, ilustrador, dibujante de historietas y artista fallero español. Ganador de gran cantidad de premios en todas estas áreas, pertenece a la primera generación de autores de cómic valenciano, junto a Juan Pérez del Muro y Enrique Pertegás.

## Biografía
En el n.º 11 de la calle de la Tapinería, en la ciudad de Valencia, nació el 16 de julio de 1892, Luis Dubón. Sus padres, tras enviarle a la escuela de la Compañía, donde cursó la primera enseñanza con bastantes faltas de asistencia, porque le gustaba más ir a hacer apuntes y a pintar en cualquier parte, viendo las aficiones de Luis, y el poco apego a la profesión paterna, decidieron matricularlo  en la Escuela de Bellas Artes de San Carlos, pero no podían inscribirlo debido a su poca  edad. Y como curiosidad digna de señalar, tuvo que ser uno de sus hermanos, quién por cierto cursaría y terminaría la carrera de Medicina, el que se matriculara para que fuera a las clases Luis. Como su madre tenía bastante amistad con la familia del pintor Cebrián Mezquita, al tiempo le solicitaron y requirieron para que solventara el problema.
Así es como antes de los 9  años Luis Dubón ya asistía a las clases de San Carlos, donde por un caso singular, por placer, y por aprender y practicar más, repetía los cursos y siempre conseguía diplomas de los llamados rojos, es decir, con buenas notas. Entre sus condiscípulos estaban Víctor Moya, Rigoberto Soler, Vicente Navarro, Lluch, Llovera, Igual Ruiz, y otros que fueron notables artistas.
Dubón pinta y dibuja con soltura y habilidad, mejorando más cada día, y en 1909, con 17 años, gana la Medalla de Plata de la Exposición Regional Valenciana. A partir de ese momento será habitual colaborador de las más importantes revistas gráficas de su época: El Guante Blanco, El Cuento del Dumenche y La Semana Gráfica. Participa activamente en los movimientos sociales y artísticos de la ciudad. Alquila un estudio en la calle de San Miguel, que fue, precisando, donde estuvo en su día el notable pintor D. Antonio Cortina. En esa barriada conoce a Dolores Aucejo Torres que sería su esposa y apoyo fundamental en su vida artística, al contraer matrimonio el 14 de septiembre de 1914, en la iglesia parroquial de San Martín. 
Luis Dubón se afirma como un auténtico pintor y como extraordinario dibujante. Debido a su mucha personalidad, no se encasilló en un sistema o influencia artística, como podía ser el sorollismo en aquella época.
En 1916 consiguió un Segundo Premio en la Sección de Carteles y Dibujos de la Exposición de Pintura y Escultura de la Juventud Artística Valenciana, y el Primer Premio de Carteles de los Festejos de Mayo.
Nacen en esos años sus hijas María y Concepción, y para salir adelante en la vida material, tiene que dedicarse a las artes industriales. 
Requerido para ello, en 1922 se trasladó a Madrid, al ser contratado como director artístico de la fábrica de perfumes Floralia, y allí permanece como director  desde 1922 a 1932. Ilustra infinidad de libros y revistas para el editor D. Manuel Aguilar,  colabora en los diarios " Debate" e "Informaciones". En Madrid nacen sus hijas Amparo y Vicenta. A finales de la década inicia su participación en el diario El Mercantil Valenciano,  ilustrando los artículos de Candela Ortells, Eduardo Buil y otros, enviando puntualmente sus dibujos desde Madrid.
En Madrid amplía su círculo de amistades relacionándose con el mundo de los tebeos y la caricatura de su tiempo. Fue gran admirador de Bagaría, del que coleccionaba los periódicos en que aparecían sus dibujos, y amigo personal de K-Hito, Guasp, Pertegás, Vercher, Renau y González Martí (Folchi). Precisamente K-Hito, fundador y director de las renovadoras Macaco (Ribadeneyra, 1928), y su prolongación más popular Macaquete (Estampa, 1930), introducirá a Dubón en el mundo de la historieta. Para   "Macaquete".  dibujará series como: Lili el Mono Sabio, Travesuras del Mono Poli, El gigante trotamundos, Cosas de Polichinela y 20.000 kilómetros de viaje aéreo.
En 1929 El Mercantil Valenciano inserta entre sus páginas el suplemento semanal infantil Los Chicos. El suplemento Los Chicos «extraordinario éxito» de esta separata juvenil dirigida por Joaquín Sanchis Nadal, junto a la calidad noticiosa del diario, convirtió a El Mercantil Valenciano en la publicación de mayor tirada en la Valencia de los años 30 y en uno de los líderes de la prensa regional española. Durante su primera época (n.º 1 a 152) Dubón ilustra la página de relatos de aventuras escritos por Joaquín Sanchis Nadal y realiza la maquetación y varias cabeceras de sección al más puro estilo art dèco, dando a Los Chicos un aspecto moderno y cuidado, realmente pionero en los tebeos de su tiempo. 
En su segunda época, a partir del número 153, Los Chicos reduce su formato de periódico a la mitad (29.5x25 cm.), Luis Dubón ilustra la novela por entregas "El Cubil de los Piratas" de Sanchis Nadal y realiza la última página de la historieta titulada Fábulas ilustradas".
Poseedor de un dibujo preciso y estilizado de gran expresividad, y un concepto de página como totalidad, su lastre será la narración gráfica. La ausencia de bocadillos y los largos textos a pie de viñeta, confieren a sus historietas un aspecto anticuado en contraste con la rabiosa modernidad del trazo.
En 1932 regresa a Valencia, donde se impone pintando las más ejemplares telas de abanico, carteles con fuerza emotiva, y retratos y paisajes de buena técnica y expresión, entre los que destacan el llamado Algarrobo, varios Bodegones, y los retratos de Su esposa (de labradora), y varios familiares del Dr. Lleó. Obra meritoria y del genial artista, fue el pergamino con el que se nombró hijo predilecto de Valencia al sabio Dr. Gómez Ferrer.
Un año después, en 1933, ingresa en la plantilla de la litografía Durá y comienza su actividad como artista fallero.
En 1935 nace la revista Niños (La Gutemberg), editada por la Iglesia Católica en Valencia. Dubón diseña cabecera y maquetación y dibuja la serie de animales humanizados Cosas de Don Rufo y Pirulo con textos de Pepe Picó. En su número 42 la revista pasa a llamarse Meñique, en honor del exitoso personaje creado dos años antes por Cabedo (FCT).
Con el inicio de la guerra civil (1936-1939), Niños desaparece y Los Chicos entra en decadencia.
Iniciada la guerra, se traslada a Ribarroja e inicia su colaboración con los talleres de la Alianza de Intelectuales Antifascistas. Realiza carteles de propaganda política a favor del bando republicano e incluso diseña los billetes de 25 y  50 cts. con la efigie de Azaña y una alegoría de la República para el Consejo Municipal de Los Navalmorales (Toledo). También realiza caricaturas. Los políticos y especialmente los dictadores europeos de la época son su especialidad. A partir de 1937 sus caricaturas de Franco, Hitler y Mussolini para El Mercantil Valenciano aparecen esporádicamente sin firmar o bajo el seudónimo de Juan Español. Un año después, Los Chicos ocupa una sola hoja, para desaparecer definitivamente en 1939 con la entrada de las tropas franquistas en Valencia.
Finalizada la guerra y ante el temor de posibles represalias por su declarada actividad antifranquista, sufre presiones de la dirección de El Mercantil para que no firme sus dibujos. Dubón se niega y rompe relaciones con el diario para regresar a su antiguo trabajo en la litografía Durá. Él, que fue un pionero, nunca más dibujará una historieta.
Tras la guerra civil, Luis Dubón entró en el campo del arte de las Fallas. como un magnífico bocetista; podemos afirmar que uno de los mejores, y realizó fallas con solvencia y categoría en la plaza del Dr. Collado, Mercado, Barcas, Estación del Norte (donde obtuvo el Premio de Honor) y en otras demarcaciones.
En 1951 consiguió Medalla en la Bienal de Arte del Reino de Valencia, y en 1952, la medalla de la Diputación Provincial. 
Los últimos años de su vida los dedica a la pintura de retrato y bodegón, la pintura de abanicos y al diseño de fallas.
Uno de sus últimos trabajos fueron las ilustraciones de los "Contes del Pla i de la Muntanya" (1947-1950) de Manuel González Martí.
En la calle de Peris Brell, n.º 14, donde vivía junto a sus hijas, falleció el 28 de agosto de 1953, y sus restos reposan en el Cementerio General de Valencia.

## Homenajes
En 2000 su obra participó en la exposición organizada por el Impiva y el Ministerio de Economía, Signos del siglo. 100 años de diseño gráfico en España, muestra que reconocía la aportación de los diseñadores españoles a la calidad de vida, al éxito de muchos productos y empresas, a la diversidad y a la creatividad. La participación de la obra de Luis Dubón en dicha exposición fue junto a otros 18 diseñadores valencianos ofreciendo una panorámica del diseño realizado por los profesionales valencianos como José Ramón Alcalá, Sebastián Alón, Arturo Ballester, Paco Bascuñán, Sandra Figuerola, Marisa Gallén, Luis García Falgá, Pepe Gimeno, Lavernia y asociados, Nacho Lavernia, Javier Mariscal, Juan Nava, Daniel Nebot, Belén Payá, Rafael Ramírez Blanco, Josep Renau, Miguel Ripoll y Carlos Ruano.
En 2019, el Museo Valenciano de la Ilustración y la Modernidad le dedica la exposición "Luis Dubón, un artista republicano (1909-1952) donde se hace un repaso por toda su trayectoria artística.

## Obra
- 1930 Lilí, el Mono Sabio en "Macaquete"
- 1930 Travesuras del Mono Poli en "Macaquete"
- 1931 El Gigante Trotamundos en "Macaquete"
- 1931 Cosas de Polichinela en "Macaquete"
- 1931 20.000 kilómetros de viaje aéreo en "Macaquete"
- 1932 Fábulas ilustradas en "Los Chicos"
- 1932 Cosas de Don Rufo y Pirulo en "Niños"[3]